# アクシオム ミッション2
アクシオム ミッション2（Axiom Mission 2、Ax-2とも）はアクシオム・スペースが運用した国際宇宙ステーション（ISS）への民間有人ミッション。Ax-2は2023年5月21日にスペースX ファルコン9で打ち上げられ、5月22日にドッキングに成功した。
Ax-2は2022年4月のアクシオム ミッション1に続くアクシオムによる2回目のミッションであるとともに3回目の民間での有人のスペースX ドラゴンのミッションとなった。

## クルー
クルーには指揮官として元NASAの宇宙飛行士であるペギー・ウィットソンと、操縦士としてジョン・ショフナーがいた。2人のミッションスペシャリストはサウジ宇宙委員会のアリ・アルカルニ|ラヤナ・バルナウィだった。
2022年9月22日に、アクシオム・スペースは宇宙での癌、雲の様子および微小重力を研究するために2人のサウジの宇宙飛行士をAx-2に参加させることでサウジ宇宙委員会と提携したことを発表した。このミッションには初めての女性のサウジの宇宙飛行士が参加した。
2022年1月11日、アクシオムはイタリア空軍ワルター・ヴィラデイ大佐が同社の初めての国際職業宇宙飛行士であることを発表した。ヴィラディ大佐はアクシオムによってAx-2の予備クルーに選別された。

### 正規クルー
| 地位                        | 宇宙飛行士                                                 | 宇宙飛行士                                                 |
| --------------------------- | ---------------------------------------------------------- | ---------------------------------------------------------- |
| 宇宙船指揮官                | ペギー・ウィットソン, アクシオム・スペース 4回目の宇宙飛行 | ペギー・ウィットソン, アクシオム・スペース 4回目の宇宙飛行 |
| 操縦士                      | ジョン・ショフナー, 民間宇宙飛行士 1回目の宇宙飛行         | ジョン・ショフナー, 民間宇宙飛行士 1回目の宇宙飛行         |
| 第1ミッションスペシャリスト | アリ・アルカルニ, SSC 1回目の宇宙飛行                      | アリ・アルカルニ, SSC 1回目の宇宙飛行                      |
| 第2ミッションスペシャリスト | ラヤナ・バルナウィ, SSC 1回目の宇宙飛行                    | ラヤナ・バルナウィ, SSC 1回目の宇宙飛行                    |

### 予備クルー
| 地位                        | 宇宙飛行士                                           | 宇宙飛行士                                           |
| --------------------------- | ---------------------------------------------------- | ---------------------------------------------------- |
| 宇宙船指揮官                | / マイケル・ロペス＝アレグリア, アクシオム・スペース | / マイケル・ロペス＝アレグリア, アクシオム・スペース |
| 操縦士                      | ワルター・ヴィラデイ, イタリア空軍                   | ワルター・ヴィラデイ, イタリア空軍                   |
| 第1ミッションスペシャリスト | アリ・アルガムディ, SSC                              | アリ・アルガムディ, SSC                              |
| 第2ミッションスペシャリスト | マリアム・ファルドス, SSC                            | マリアム・ファルドス, SSC                            |

## ミッション
アクシオム2は2023年5月21日にケネディ宇宙センターの第39A発射施設から、ファルコン9 ブロック5ロケットに搭載されて離昇した。クルードラゴン フリーダムにとって2回目の飛行となるこのミッションは、1日後に国際宇宙ステーションにドッキングした。
このミッションの期間中に、クルーは幹細胞に微小重力が及ぼす影響の研究や、その他の生物学的実験などの科学的研究とともに公共啓発活動を行った。
ISSに8日間滞在したのち、アクシオム2はドッキングを解除し、12時間ごに地球に帰還した。フリーダムはフロリダ州パナマシティ沖のメキシコ湾に無事着水し、スペースXの回収船ミーガンに回収された。